# Pseudogriphoneura ludens
Pseudogriphoneura ludens är en tvåvingeart som beskrevs av Charles Howard Curran 1942. Pseudogriphoneura ludens ingår i släktet Pseudogriphoneura och familjen lövflugor.
Artens utbredningsområde är Panama. Inga underarter finns listade i Catalogue of Life.